# Kieran Touly
 (mars 2020).
Kieran Touly est un pilote de moto trial né le 4 décembre 2000 à Montbrison dans la Loire.
Il est licencié à l’Union motoriste Nemourienne (en Seine-et-Marne) depuis 2017.
Il devient champion du monde de moto trial 125 cm3 (junior) en 2019.

## Biographie
Kieran Touly est issu d'une famille de sportifs. Il est le fils de Jean-Claude Touly, qui fut vice-champion de France de moto trial, et le frère de Carla Touly, joueuse de tennis française.

## Palmarès
- Champion de France espoir 2017.
- Vice champion d’Europe Junior 2018.
- Champion du monde 125cc 2019[3],[4].